# 国民体育大会ビーチバレーボール競技
国民スポーツ大会ビーチバレーボール競技（こくみんスポーツたいかい ビーチバレーボールきょうぎ）は、国民スポーツ大会におけるビーチバレーボール競技。正式競技種目ではなく、公開競技やデモンストレーション行事として実施されている。種目は成人男女のみで、少年男女種目は実施されていない。

## 歴史
1997年の第52回なみはや国体夏季大会にて初めて採用。しかし地理的な問題もあり毎年開催とはならず、公開競技として開催可能な年のみ実施している。2012年のぎふ清流国体では初めてデモンストレーション行事として行われた。2017年の2017 愛顔つなぐえひめ国体から正式競技に昇格した。
なお、主管は日本バレーボール協会であり、日本ビーチバレーボール連盟は大会に関与していない。

## 開催記録
国民体育大会の記録より。
| 回 | 年   | 大会                 | 開催地                                                        | 男子優勝                                            | 女子優勝                                                      |
| -- | ---- | -------------------- | ------------------------------------------------------------- | --------------------------------------------------- | ------------------------------------------------------------- |
| 52 | 1997 | なみはや国体         | せんなん里海公園                                              | 神奈川（桑原稔・熊田康則）                          | 愛媛（清家ちえ・徳野涼子）                                    |
| 58 | 2003 | NEW!!わかふじ国体    | 白浜海岸                                                      | 大阪（木村雄一・幸福健悟）                          | 沖縄（運天ちさと・国吉裕子）                                  |
| 60 | 2005 | 晴れの国おかやま国体 | 渋川海岸                                                      | 大阪（木村雄一・鈴木太郎）                          | 大阪（三木庸子・宮花雅巳）                                    |
| 61 | 2006 | のじぎく兵庫国体     | 慶野松原                                                      | 大阪（木村雄一・鈴木太郎）                          | 神奈川（小栗恵美・由比初美）                                  |
| 64 | 2009 | トキめき新潟国体     | 直江津海岸                                                    | 神奈川（朝日健太郎・白鳥勝浩）                      | 新潟（金田洋世・村上めぐみ）                                  |
| 67 | 2012 | ぎふ清流国体         | 長良川サービスセンター                                        | デモンストレーション行事として実施                  | デモンストレーション行事として実施                            |
| 68 | 2013 | スポーツ祭東京2013   | 神津島村前浜海岸競技場（男子） 新島村新島スポーツ広場（女子） | 埼玉（長谷川翔・高橋巧） 東京（脇谷正二・石垣浩太） | 東京（大山未希・石田アンジェラ） 福岡（浦田景子・小野田恵子） |
| 72 | 2017 | 愛顔つなぐえひめ国体 | 五色姫浜海浜公園                                              | 愛媛（長谷川徳海・庄司憲右）                        | 福井（村上めぐみ・幅口絵里香）                                |